# 에어 뉴기니 73편 불시착 사고

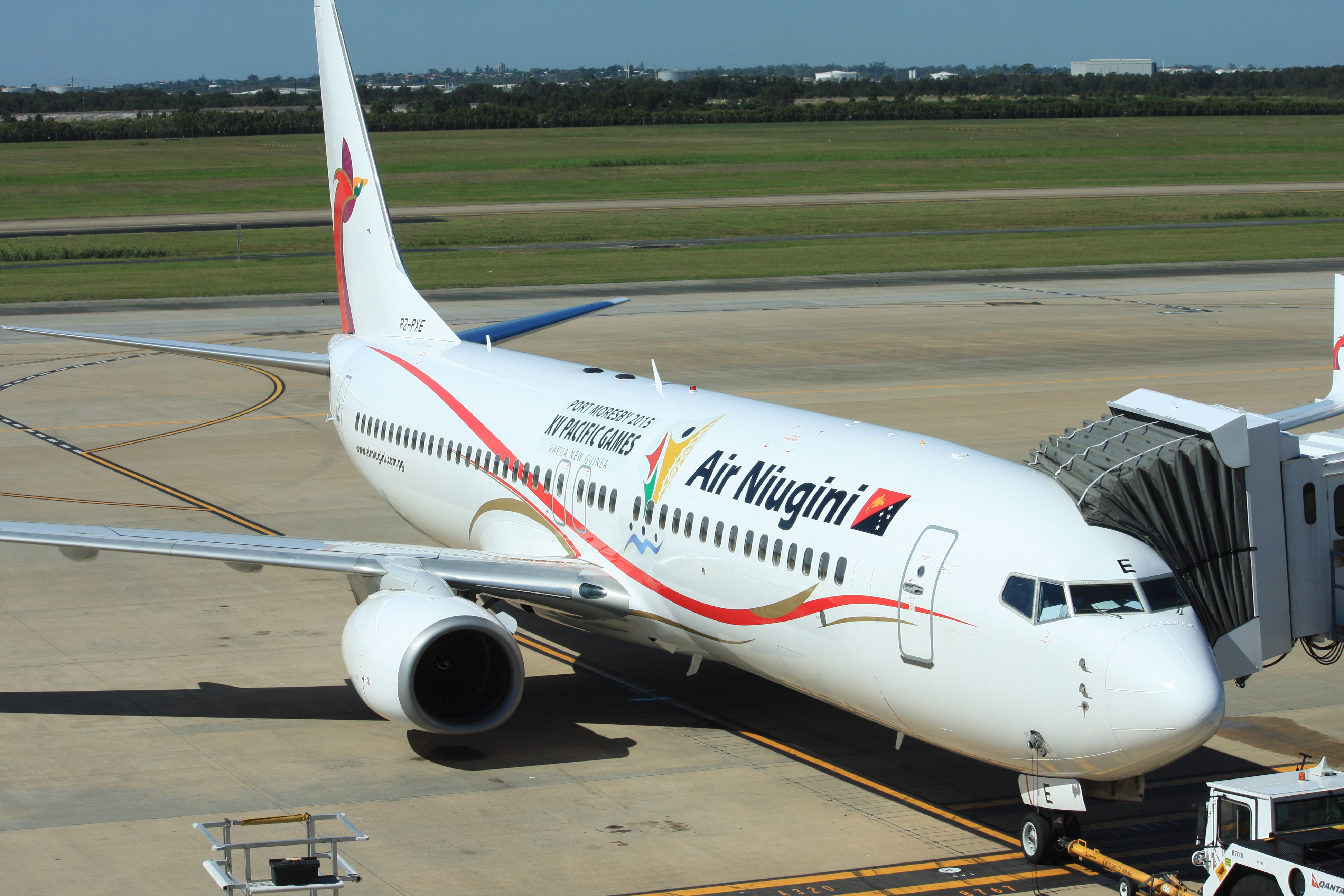
2014년에 찍힌 사고 항공기

에어 뉴기니 73편 불시착 사고(영어: Air Niugini Flight 73)는 2018년 9월 28일, 미크로네시아 연방 폰페이에서 추크를 거쳐 파푸아뉴기니 포트모르즈비까지 운항할 예정이던 에어 뉴기니 소속 여객기이다. 에어 뉴기니 73편은 추크 국제공항에 근접은 했으나, 바다에 불시착하였다. 작은 배를 탄 현지인들은 대부분의 승객들과 모든 선원들을 구조했다. 처음에 한 승객은 실종되었다고 발표되었다. 그는 나중에 구조 다이버들에 의해 죽은 채로 발견되었다. 46명이 생존했지만 이 중 6명이 부상을 입었다.

## 사고 개요
미크로네시아 폰페이 국제공항에서 추크 국제공항을 거쳐 파푸아 뉴기니 잭슨 국제공항으로 가는 국제선 여객기를 운항하고 있었다. 현지 시간(00:10 UTC) 10시 10분, 추크 국제공항에서 135m(443ft; 148yd) 떨어진 추크 라군호에 착륙했다. 초기 보도에 따르면 12명의 승무원과 35명의 승객 모두가 지역 보트와 미 해군 요원들에 의해 구조되었다고 한다. 그러나 이후 구조 다이버들이 사고 현장을 수색해 남성 승객 1명의 시신을 발견했다. 에어 뉴기니는 사망한 승객이 다른 승객들에게 목격돼 항공기를 탈출했다고 밝혔다. 9명이 병원으로 이송되었다. 사고에 대한 예비 보고서에는 사망한 승객의 시신이 항공기에서 수습되었다고 나와 있다. 6명이 중상을 입었다. 부상자 중 일부는 '뼈가 부러지는 것'이라 하였다. 당시 공항 인근에는 천둥번개가 친 것으로 알려졌다.

## 같이 보기
- 라이온 에어 904편 불시착 사고